# كل كوه سردار (قيلاب)
کل کوه سردار (بالفارسية: کل‌کوه‌سردار) هي قرية تقع في قسم قيلاب الريفي، بمقاطعة أنديمشك التابعة لمحافظة خوزستان، إيران.